# Cantone di Marquion
Il Cantone di Marquion era una divisione amministrativa dell'arrondissement di Arras.
È stato soppresso a seguito della riforma complessiva dei cantoni del 2014, che è entrata in vigore con le elezioni dipartimentali del 2015.
Comprendeva i comuni di:
- Baralle
- Bourlon
- Buissy
- Écourt-Saint-Quentin
- Épinoy
- Graincourt-lès-Havrincourt
- Inchy-en-Artois
- Lagnicourt-Marcel
- Marquion
- Oisy-le-Verger
- Palluel
- Pronville
- Quéant
- Rumaucourt
- Sains-lès-Marquion
- Sauchy-Cauchy
- Sauchy-Lestrée